# Манченки
Манченки́, до войны Манченков (укр. Манченки), — посёлок, Манченковский поселковый совет, Харьковский район, Харьковская область, Украина.
Является административным центром Манченковского поселкового совета, в который, кроме того, входят сёла Орехово, Гурино, Мищенки, Нестеренки и посёлки Барчаны, Санжары, Спартасы, Травневое и Ударное.

## Географическое положение
Посёлок городского типа Манченки находится в 24 км от Валок между истоками рек Мокрый Мерчик и Уды. К посёлку примыкают сёла Мищенки, Яроши и посёлок Санжары.

## История
Первые поселения (хутора) на месте нынешних Манченков возникли в XVII веке. В XIX веке они назывались «хутора Манченков».
С 1765 по 1917 год имение казацкого рода Манченко, которые занимались разведением и продажей редких пород лошадей во дворы высокопоставленных лиц Киева, Москвы и Санкт-Петербурга. Псковское духовенство на протяжении нескольких поколений закупало лошадей выращенных исключительно в Манченках.
Во времена установления крепостного права в Манченках, сохраняя казацкие традиции, начиная от самой семьи Манченко и заканчивая крестьянами, все оставались свободными людьми вплоть до отмены данного указа. И что примечательно, знаменитый конь по кличке Варвар, который вёз в последний путь умирающего императора Александра II, отменившего крепостное право, был также выращен в Манченках.
В 1917 году в результате «раскулачивания» часть из рода Манченко были расстреляны коммунистами, а часть были переселены не в Сибирь, а в село Могилёв Днепропетровской области.
В 1925 году организованы Т(с)ОЗы «Любовка» и «Зеленый барвинок», на базе которых в 1929 году создан колхоз «Червоний шлях» (Красный путь).
В 1929—1932 годах в Манченках был создан птицеводческий совхоз «Первое Мая», преобразованный в 1954 году в Люботинскую птицефабрику.
В 1940 году, перед ВОВ, на хуторе Манченковом были 211 дворов и сельсовет; на находившемся через железную дорогу хуторе Иващенковом были 22 двора и молочная ферма. Во время Великой Отечественной войны в 1941—1943 годах селение находилось под немецкой оккупацией.
На фронтах Великой Отечественной войны сражались против немецко-фашистских захватчиков 345 человек; 204 погибли, 291 награжден орденами и медалями, в том числе Д. С. Зубенко и Т. В. Сокольников удостоены ордена Ленина. На территории посёлка находится братская могила советских воинов, павших в боях за освобождение Манченков, установлены три памятника.
В 1957 году присвоен статус посёлок городского типа. В 1966 году население с подчинёнными населёнными пунктами оставляло 6600 человек; здесь работали кирпичный завод, тепличный комбинат, мельница, маслобойня, восьмилетняя и начальная школа, библиотека, клуб, бытмастерская, колхоз имени Ильича с 2512 га сельхозугодий.
В 1974 году крупнейшим предприятием посёлка являлась Люботинская птицефабрика.
В январе 1989 года численность населения составляла 1445 человек.
В мае 1995 года Кабинет министров Украины включил находившуюся в посёлке Люботинскую птицефабрику в перечень предприятий, подлежащих приватизации в течение 1995 года.
По данным переписи 2001 года численность населения составляла 1192 человека.
В связи с созданием на базе железнодорожных войск Украины государственной специальной службы транспорта, летом 2004 года находившееся в посёлке имущество военного городка № 243 железнодорожных войск было передано на баланс министерства транспорта Украины.
По состоянию на 1 января 2013 года численность населения составляла 822 человека.

## Экономика
- Люботинская птицефабрика, ООО.
- Кирпичный завод.
- Тепличный комбинат.
- Мельница.
- Маслобойня.

## Транспорт
Железнодорожная станция Манченки на линии Люботин — Сумы.
Рядом проходит автомобильная дорога М-03 (E 40).

## Объекты социальной сферы
- Школа.
- Культурный центр пгт Манченки.

## Памятники
- Братская могила советских воинов. Похоронено 1056 воинов.

## Известные уроженцы
- Валерий Харченко (1939—2019) — советский и российский актёр, кинорежиссёр и сценарист.
- Юрмй Янко украинский дирижёр.